# Сан-Марино (Каліфорнія)
Сан-Марино (англ. San Marino) — місто (англ. city) в США, в окрузі Лос-Анджелес штату Каліфорнія. Передмістя Пасадени. Населення — 12 513 особи (2020).
Головна визначна пам'ятка Сан-Марино — бібліотека Хантінгтона на території його маєтку, який славиться пишними садами. У парку Лесі встановлений пам'ятник місцевому жителю, генералу Паттону.

## Географія
Сан-Марино розташований за координатами 34°7′22″ пн. ш. 118°6′46″ зх. д. / 34.12278° пн. ш. 118.11278° зх. д. (34.122671, -118.112911).  За даними Бюро перепису населення США в 2010 році місто мало площу 9,77 км², з яких 9,76 км² — суходіл та 0,02 км² — водойми.

## Історія
У витоків поселення стояв залізничний магнат Генрі Хантінгтон (1850–1927). Його дядько керував будівництвом Центральної Тихоокеанської залізниці (одна з ланок першої трансконтинентальної залізниці). Хантінгтон-молодший викупив в 1903 році ранчо Сан-Марино із старовинним іспанської млином (1812, стара будівля в околицях) та взявся облаштовувати власний маєток, наповнений творами мистецтва. 1913 року селище Сан-Марино отримало права міста.

## Демографія
Згідно з переписом 2010 року, у місті мешкало 13 147 осіб у 4330 домогосподарствах у складі 3730 родин. Густота населення становила 1345 осіб/км².  Було 4477 помешкань (458/км²).
Расовий склад населення:
| - 53,5 % — азіатів - 41,3 % — білих - 0,4 % — чорних або афроамериканців - 1,5 % — осіб інших рас |

До двох чи більше рас належало 3,1 %. Частка іспаномовних становила 6,5 % від усіх жителів.
За віковим діапазоном населення розподілялося таким чином: 26,0 % — особи молодші 18 років, 56,4 % — особи у віці 18—64 років, 17,6 % — особи у віці 65 років та старші. Медіана віку мешканця становила 45,3 року. На 100 осіб жіночої статі у місті припадало 92,4 чоловіків;  на 100 жінок у віці від 18 років та старших — 87,7 чоловіків також старших 18 років.
Середній дохід на одне домашнє господарство  становив 207 276 доларів США (медіана — 133 676), а середній дохід на одну сім'ю — 233 364 долари (медіана — 157 357). За межею бідності перебувало 5,5 % осіб, у тому числі 4,9 % дітей у віці до 18 років та 7,3 % осіб у віці 65 років та старших.
Цивільне працевлаштоване населення становило 5447 осіб. Основні галузі зайнятості: освіта, охорона здоров'я та соціальна допомога — 29,4 %, фінанси, страхування та нерухомість — 16,5 %, науковці, спеціалісти, менеджери — 16,0 %.